# UEC-Trial-Europameisterschaften
Die UEC-Trial-Europameisterschaften sind ein jährlicher, erstmals 2003 ausgetragener Wettbewerb in der Disziplin Trial, der vom Europäischen Radsportverband UEC ausgerichtet wird. Mit den Europameisterschaften der BikeTrial International Union (BIU) gibt es eine Konkurrenzveranstaltung, wenngleich mit geringerer Bedeutung.

## Geschichte
Die Trial-Europameisterschaften wurden erstmals 2003 ausgetragen. Die ersten drei Ausrichtungen bestanden aus Wettbewerben für die Kategorien der männlichen Elite und Junioren, jeweils in der offenen Klasse. 2006 kam ein Wettkampf für Frauen hinzu. 2008 wurden die Wettbewerbe der Männer und Junioren in „20 Zoll“ und „26 Zoll“ aufgeteilt, wie es bei Weltmeisterschaften schon seit den 1990er Jahren üblich gewesen war. 2024 führte die UEC einen Wettbewerb für Juniorinnen ein, in diesem Falle Fahrerinnen im Alter von 15 bis 18 Jahren. Davon ausgeschlossen waren diejenigen, die im Vorjahr das Finale der besten sechs in der Elite erreicht hatten.
Die Trial-Europameisterschaften wurden mehrfach gemeinsam mit den Mountainbike-Europameisterschaften abgehalten, und zwar bei den drei ersten Ausgaben von 2003 bis 2005 sowie 2009, 2013 und 2015. 2017 fielen die Trial-Europameisterschaften aus, ebenso von 2020 bis 2022 infolge der Corona-Pandemie. Da Trial hauptsächlich in Europa betrieben wird, sind die Siegerlisten der Europameisterschaften fast identisch mit denen von Weltmeisterschaften und Weltcup.

## Austragungsorte
- 2003:  Graz (16.–24. August)
- 2004:  Wałbrzych (29. Juli)
- 2005:  Kluisbergen (29.–31. Juli)
- 2006:  Köln (16.–17. September)
- 2007:  Wałbrzych (7. Juli)
- 2008:  Heubach (24.–25. Mai)
- 2009:  Zoetermeer (11.–12. Juli)
- 2010:  Melsungen (3.–4. Juli)
- 2011:  Biella (17.–18. Juni)
- 2012:  Weilrod-Riedelbach (20.–22. Juli)
- 2013:  Bern (20.–23. Juni)
- 2014:  Wałbrzych (14.–15. Juni)
- 2015:  Chies d’Alpago (23.–26. Juli)
- 2016:  Le Puy-en-Velay (22.–26. Juli)
- 2017: nicht ausgetragen
- 2018:  Moudon (20.–21. Juli)
- 2019:  Il Ciocco (4.–6. Oktober)
- 2020–2022: nicht ausgetragen
- 2023:  Poprad (9.–10. September)
- 2024:  Jeumont (28.–29. September)
- 2025:  Aarhus (5.–7. September)

## Männer

### Offene Klasse
| Jahr | Erster           | Zweiter          | Dritter                |
| ---- | ---------------- | ---------------- | ---------------------- |
| 2003 | Vincent Hermance | Kenny Belaey     | Juan Daniel de la Peña |
| 2004 | Vincent Hermance | Marc Caisso      | Kenny Belaey           |
| 2005 | Kenny Belaey     | Vincent Hermance | Rafał Kumorowski       |
| 2006 | Kenny Belaey     | Vincent Hermance | Daniel Comas           |
| 2007 | Vincent Hermance | Kenny Belaey     | Gilles Coustellier     |

### 20 Zoll
| Jahr                        | Erster           | Zweiter            | Dritter            |
| --------------------------- | ---------------- | ------------------ | ------------------ |
| 2008                        | Rafał Kumorowski | Benito Ros         | Marco Thomä        |
| 2009                        | Daniel Comas     | Benito Ros         | Sebastian Hoffmann |
| 2010                        | Benito Ros       | Abel Mustieles     | Rafał Kumorowski   |
| 2011                        | Daniel Comas     | Benito Ros         | Abel Mustieles     |
| 2012                        | Abel Mustieles   | Vincent Hermance   | Ion Areitio        |
| 2013                        | Abel Mustieles   | Ion Areitio        | Rick Koekoek       |
| 2014                        | Abel Mustieles   | Benito Ros         | Rick Koekoek       |
| 2015                        | Benito Ros       | Abel Mustieles     | Alex Rudeau        |
| 2016                        | Abel Mustieles   | Benito Ros         | Joacim Nymann      |
| 2017 nicht ausgetragen      |                  |                    |                    |
| 2018                        | Ion Areitio      | Thomas Pechhacker  | Dominik Oswald     |
| 2019                        | Dominik Oswald   | Alejandro Montalvo | Thomas Pechhacker  |
| 2020–2022 nicht ausgetragen |                  |                    |                    |
| 2023                        | Borja Conejos    | Alejandro Montalvo | Dominik Oswald     |
| 2024                        | Eloi Palau       | Borja Conejos      | Alejandro Montalvo |

### 26 Zoll
| Jahr                        | Erster             | Zweiter             | Dritter             |
| --------------------------- | ------------------ | ------------------- | ------------------- |
| 2008                        | Gilles Coustellier | Giacomo Coustellier | Vincent Hermance    |
| 2009                        | Gilles Coustellier | Vincent Hermance    | Kenny Belaey        |
| 2010                        | Gilles Coustellier | Kenny Belaey        | Vincent Hermance    |
| 2011                        | Kenny Belaey       | Vincent Hermance    | Gilles Coustellier  |
| 2012                        | Gilles Coustellier | Hannes Herrmann     | Guillaume Dunand    |
| 2013                        | Gilles Coustellier | Vincent Hermance    | Aurélien Fontenoy   |
| 2014                        | Gilles Coustellier | Kenny Belaey        | Vincent Hermance    |
| 2015                        | Jack Carthy        | Vincent Hermance    | Giacomo Coustellier |
| 2016                        | Gilles Coustellier | Vincent Hermance    | Aurélien Fontenoy   |
| 2017 nicht ausgetragen      |                    |                     |                     |
| 2018                        | Jack Carthy        | Nicolas Vallée      | Pol Tarrés          |
| 2019                        | Jack Carthy        | Nicolas Vallée      | Sergi Llongueras    |
| 2020–2022 nicht ausgetragen |                    |                     |                     |
| 2023                        | Jack Carthy        | Daniel Barón        | Julen Saenz         |
| 2024                        | Jack Carthy        | Charlie Rolls       | Julen Saenz         |

## Frauen

### Offene Klasse
| Jahr                        | Erste             | Zweite            | Dritte            |
| --------------------------- | ----------------- | ----------------- | ----------------- |
| 2006                        | Mireia Abant      | Karin Moor        | Julie Pesenti     |
| 2007                        | Mireia Abant      | Karin Moor        | Gemma Abant       |
| 2008                        | Karin Moor        | Julie Pesenti     | Mireia Abant      |
| 2009                        | Karin Moor        | Mireia Abant      | Gemma Abant       |
| 2010                        | Karin Moor        | Gemma Abant       | Mireia Abant      |
| 2011                        | Karin Moor        | Romina Fix        | Mireia Abant      |
| 2012                        | Tatiana Janíčková | Gemma Abant       | Andrea Wesp       |
| 2013                        | Gemma Abant       | Tatiana Janíčková | Mireia Abant      |
| 2014                        | Tatiana Janíčková | Gemma Abant       | Nina Reichenbach  |
| 2015                        | Tatiana Janíčková | Nina Reichenbach  | Kristína Sýkorová |
| 2016                        | Tatiana Janíčková | Nina Reichenbach  | Debi Studer       |
| 2017 nicht ausgetragen      |                   |                   |                   |
| 2018                        | Nina Reichenbach  | Manon Basseville  | Alba Hidalgo      |
| 2019                        | Nina Reichenbach  | Manon Basseville  | Vera Barón        |
| 2020–2022 nicht ausgetragen |                   |                   |                   |
| 2023                        | Vera Barón        | Alba Riera        | Nina Reichenbach  |
| 2024                        | Vera Barón        | Nina Reichenbach  | Eliška Hříbková   |

## Junioren

### Offene Klasse
| Jahr | Erster            | Zweiter       | Dritter            |
| ---- | ----------------- | ------------- | ------------------ |
| 2003 | Pavel Čep         | Ben Savage    | Thibault Veuillet  |
| 2004 | Florian Tournier  | Daniel Butler | Bertrand Viboud    |
| 2005 | Daniel Butler     | Wesley Belaey | Marco Thomä        |
| 2006 | Aurélien Fontenoy | Marco Thomä   | Nicolas Vuillermot |
| 2007 | Aurélien Fontenoy | Eduard Planas | Kevin Aglaé        |

### 20 Zoll
| Jahr                        | Erster             | Zweiter            | Dritter            |
| --------------------------- | ------------------ | ------------------ | ------------------ |
| 2008                        | Loris Braun        | Václav Kolář       | Rodrigue Timellini |
| 2009                        | Abel Mustieles     | Ion Areitio        | Gil Alkema         |
| 2010                        | Raphael Pils       | Ion Areitio        | David Hoffmann     |
| 2011                        | Raphael Pils       | Alessandro Bertola | Filip Mrugała      |
| 2012                        | Raphael Pils       | Simon Wenninger    | Lucas Krell        |
| 2013                        | Dominik Oswald     | Lucas Krell        | Bernat Seuba       |
| 2014                        | Dominik Oswald     | Alessio Povolo     | Sebastian Krell    |
| 2015                        | Dominik Oswald     | Sebastián Ruiz     | Nicolas Fleury     |
| 2016                        | Eloi Palau         | Sebastián Ruiz     | Samuel Hlavatý     |
| 2017 nicht ausgetragen      |                    |                    |                    |
| 2018                        | Alejandro Montalvo | Noah Sandritter    | Martí Arán         |
| 2019                        | Charlie Rolls      | Toni Guillén       | Antonio Fraile     |
| 2020–2022 nicht ausgetragen |                    |                    |                    |
| 2023                        | Niilo Stenvall     | Robin Berchiatti   | Oliver Weightman   |
| 2024                        | Victor Pérez       | Guillaume Camus    | Travis Asenjo      |

### 26 Zoll
| Jahr                        | Erster          | Zweiter          | Dritter             |
| --------------------------- | --------------- | ---------------- | ------------------- |
| 2008                        | Nicolas Massart | Jérôme Chapuis   | Théau Courtès       |
| 2009                        | Anthony Grenier | Rafael Tibau     | Kevin Aglaé         |
| 2010                        | Rafael Tibau    | Morgan Vassor    | Yann Dunant         |
| 2011                        | Robin Fix       | David Bonzon     | Yann Dunant         |
| 2012                        | David Bonzon    | Eloi Paré        | Clément Méot        |
| 2013                        | Jack Carthy     | Jérémy Descloux  | Jonathan Sandritter |
| 2014                        | Jack Carthy     | Sergi Llongueras | Nicolas Vallée      |
| 2015                        | Nicolas Vallée  | Jordi Araque     | Tom Blaser          |
| 2016                        | Nicolas Vallée  | Jordi Araque     | Noah Cardona        |
| 2017 nicht ausgetragen      |                 |                  |                     |
| 2018                        | Oliver Widmann  | Nathan Charra    | Romain Lassance     |
| 2019                        | Oliver Widmann  | Vito Gonzalez    | Daniel Barón        |
| 2020–2022 nicht ausgetragen |                 |                  |                     |
| 2023                        | Daniel Cegarra  | Luka Pasturel    | Titouan Corre       |
| 2024                        | Ferran Gonzalo  | Vojtěch Hendrych | Pacôme Grimaud      |

## Juniorinnen
| Jahr | Erste        | Zweite        | Dritte     |
| ---- | ------------ | ------------- | ---------- |
| 2024 | Andrea Pérez | Emilia Keikus | Nina Vabre |